# Love Shoulda Brought You Home
Singles de Toni Braxton
Another Sad Love Song
(1993)
Love Shoulda Brought You Home est une chanson de la chanteuse Toni Braxton, sortie le 1er décembre 1992. La chanson est le 1er single extrait de l'album Toni Braxton. Elle est écrite par Babyface, Daryl Simmons, Bo Watson et composée par L.A. Reid, Babyface, Daryl Simmons. Le titre est extrait  de la bande originale du film Boomerang.

## Composition
"Love Shoulda Brought You Home", qui apparait sur la bande originale du film Boomerang en 1992, est une ballade R&B, qui dévoile le retour de son homme à la maison après que ce dernier, eut une relation avec une autre femme.

## Performance commerciale
La chanson s'érige à la 4e place du Hot R&B/Hip-Hop Songs.

## Vidéoclip
Le vidéoclip qui illustre la chanson, est réalisée par Ralph Ziman. Elle y dévoile au début, une scène du film Boomerang avec Eddie Murphy et Halle Berry, complétée plus tard, de plusieurs scènes où Toni chante alternant avec des scènes dévoilant un homme blottit dans l'ombre, situé dans une grande pièce. Toni Braxton Love Shoulda Brought You Home vidéo officielle Youtube

## Pistes et formats
U.S. CD single
1. "Love Shoulda Brought You Home" (Radio Edit) – 4:16
2. "Love Shoulda Brought You Home" (Album Version) – 4:56
3. "Love Shoulda Brought You Home" (Slow Sensual Mix) – 3:33

UK CD single
1. "Love Shoulda Brought You Home" (Radio Edit) – 4:16
2. "How Many Ways" (R. Kelly Radio Edit) – 4:02
3. "How Many Ways" (Radio Edit Album Version) – 4:20
4. "The Christmas Song" – 3:25

## Classement
| Chart (1992)                         | Peak position |
| ------------------------------------ | ------------- |
| U.S. Billboard Hot R&B/Hip-Hop Songs | 4             |
| Chart (1993)                         | Peak position |
| U.S. Billboard Hot 100               | 33            |
| Chart (1994)                         | Peak position |
| UK Singles Chart                     | 33            |